# Le 16 più belle canzoni dedicate agli animali
Le 16 più belle canzoni dedicate agli animali è un CD contenente canzoni che hanno come protagonisti degli animali. Alcuni successi sono cover (come Nella vecchia fattoria), gli altri sono successi dello Zecchino d'Oro. L'anno di pubblicazione è il 2000 e l'editore è Antoniano.

## Tracce
1. Il maggiolino Cicciaboccia (G. Bonaveri, G. Mandreoli, A. Margozzi)
2. I tre porcellini
3. Nella vecchia fattoria
4. Il mio cane Sebastiano
5. Lo stretto indispensabile
6. La tartaruga sprint (W. Valdi, A. Testa)
7. L'ocona sgangherona (F. Concato)
8. Festa al Polo Nord
9. La rana
10. Il topo Zorro (L. Chiosso, A. Amadesi)
11. La giraffa Genoveffa
12. Pesciolino rosso (A. Bigarelli, U. Zini, A. Bigarelli)
13. La zanzara (P. Pitagora, F. Maresca, M. Pagano)
14. Gabbiano gabbia-no
15. La teresina (C. E. Trapani, G. B. Martelli)
16. Cocco e Drilli (W. Valdi)
17. Quarantaquattro gatti (G. Casarini)